# アザー・サイド・オブ・ジェントルマン
『アザー・サイド・オブ・ジェントルマン』（原題：君子好逑、英題：The Other Side of Gentleman）は、1984年に公開されたアラン・タム主演の映画。日本では劇場未公開で、CSのスター・チャンネル プラスで放映された。

## ストーリー
アラン（アラン・タム）はプレイボーイなバイク乗り。そんなアランが本人は当然知らない、学者たちが議論する「プレイボーイが一人の女性を愛することができるようになるのか」という実験課題のもとで、愛情機器（ラブマシーン）の実験台に指名された。しかし、肝心の女性候補に目ぼしい人はいなく、教授（張國柱）の助手であるジョジョ（ブリジット・リン）が選ばれる。イメージを変えたジョジョはアランに近づき、やがてアランはジョジョに夢中になる。しかし、あることからジョジョが教授と婚約していることを知ってしまう。

## 出演
- アラン（Alan Ng/呉暁輝）：アラン・タム（譚詠麟）
- ジョジョ（Jojo）：ブリジット・リン（林青霞）
- 教授：チャン・クオチュー（張國柱）
- アランの友人：ベネット・パン（彭健新）[注釈 2]